# كلي

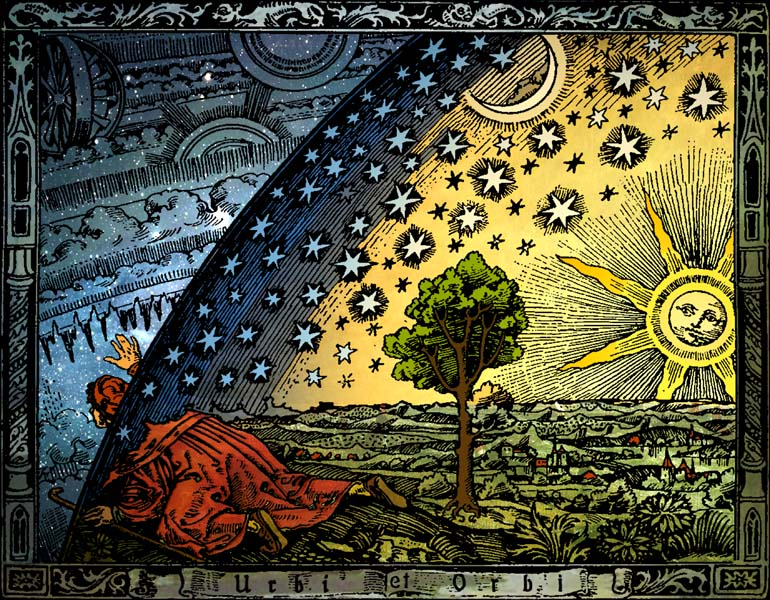

الكلي (جمعها كليات) في الفلسفة هو أحد أصناف الكيانات العقلية المجردة المستقلة حسب ما تعرفها الفلسفة الواقعية، حيث يفترض أن هذه الكليات هي التي تؤسس وتشرح العلاقة بين الماهيات النوعية والتشابه بين الأفراد. يمكننا أن نقول عن الأفراد انها متشابهة عن طريق تقرير تشاركهم بالكليات. فالتفاحة الحمراء والياقوتة تتشابهان بأنهما حمراوتان، فتشاركهما بالاحمرار نتيجة تشاركهما في كلي (كيان عقلي) هو الاحمرار. وهذا هو ما يميز الكلي عن الأفراد والأشياء، فهو يمكن ان يتواجد في مكانين أو أكثر بنفس اللحظة.
في الفلسفة، ضرورة الكليات لشرح العلاقة بين الماهيات والأفراد المتشابهة كانت نقطة جدال مركزية لآلاف السنين بين الفلاسفة والميتافيزيقيين. ويمكن ان نلخص النزاع بين ثلاثة أطراف رئيسية: الواقعيين الذين يدعمون الكليات ويرون انها ذات وجود واقعي، الاصطلاحيون يشرحون التشابه بين الأفراد بقبول مصطلحات عامة أو أفكار، أي أشياء تتواجد فقط في العقل دون الواقع، وأخيرا الاسميون وهم يميلون إلى ترك التشابهات بين الأنواع والماهيات النوعية غير محددة وغير مؤسسة بشكل محدد بل بشكل متطور حسب السياق التاريخي.
وجدت خلال التاريخ نسخ عديدة من الاسمية، بعضها على درجة عالية من التعقيد، شهدت الساحة مؤخرا نشوء مدرسة اسمية جديدة تدعى الاسمية المجازية، وهي تعمل على استخدام نوع خاص من الجزئيات (الأفراد) يعرف بالمجاز. فالأفراد المتشابهون يملكون العديد من الخواص لكن المجاز هو حالة وحيدة الخاصية.